# Ophiorrhiza leptophylla
Ophiorrhiza leptophylla är en måreväxtart som beskrevs av Elmer Drew Merrill och Lily May Perry. Ophiorrhiza leptophylla ingår i släktet Ophiorrhiza och familjen måreväxter. Inga underarter finns listade i Catalogue of Life.